# Can Tintorer (Sant Hilari Sacalm)
Can Tintorer és una casa eclèctica de Sant Hilari Sacalm (Selva) inclosa a l'Inventari del Patrimoni Arquitectònic de Catalunya.

## Descripció
Casa aïllada, situada al nucli urbà.
De planta en forma de U, consta de planta baixa i dos pisos i teulasa a quatre vessants en teula àrab i ràfec amb entramat de fusta.
Totes les façanes de l'edifici són en arc de llinda, excepte les que hi ha al primer pis de la façana principal, que són en arc de mig punt.
A la façana principal a la planta baixa hi ha la porta d'entrada i dues finestres, totes elles protegides per una reixa de ferro forjat. Tant la porta com les finestres estan envoltades per maó, a més les finestres tenen un trencaaigües.
Al primer pis destaquen tres finestres en arc de mig punt que es sotenten sobre pilastres, i amb un balcó amb barana de ferro forjat. A cada costat hi ha una finestra, molt similar a les de la planta baixa però sense trencaaigües.
Les finestres de les golfes són totes quadrangulars i més petites que la resta d'obertures.
Separant visualment la primera planta de les golfes hi ha una cornisa realitzada amb ceràmica i uns plats decoratius (a sobre de cada obertura de la façana principal), amb tons blaus i marronosos i un fris horitzontal amb un esgrafiat floral de colors groc i granatós.
Tota la façana està arrebossada i pintada d'un color marronós. Portes, finestres i cantonades estan acabades amb faixes de rajols.